# Ideal de beleza masculina

O ideal de beleza masculino é um conjunto de padrões culturais de beleza para os homens que mudam de acordo com o período histórico e a região geográfica. Esses padrões são enraizados nos homens desde tenra idade para aumentar a percepção de sua atratividade física.
Os ideais de beleza masculina estão principalmente enraizados em crenças heteronormativas sobre a hipermasculinidade, mas influenciam fortemente os homens de todas as orientações sexuais e identidades de gênero. Os traços ideais de beleza masculina incluem, mas não estão limitados a: formato do corpo, figura, corpo robusto, altura, peso corporal, massa muscular, tamanho do peitoral masculino, aptidão física, cabelo e tamanho genital. Os homens muitas vezes sentem pressão social para se conformarem a esses padrões a fim de se sentirem desejáveis e, portanto, optam por alterar seus corpos por meio de processos como dietas extremas, musculação, aumento dos músculos mamários masculinos, aumento das nádegas masculinas, regimes radicais de condicionamento físico, aumento genital e outras modificações cirúrgicas corporais.

## Colonialismo
Como os padrões de beleza masculinos são subjetivos, eles mudam significativamente com base na localização. Um professor de antropologia da Universidade de Edimburgo, Alexander Edmonds, afirma que na Europa Ocidental e nas sociedades coloniais (Austrália, América do Norte e do Sul), os legados da escravatura e do colonialismo resultaram em imagens de homens bonitos como "muito brancos".

## Androginia
Os padrões de beleza variam de acordo com a cultura e a localização. Embora os padrões de beleza ocidentais enfatizem físicos musculosos, este não é o caso em todos os lugares. Na Coreia do Sul e em outras partes do Leste Asiático, a ascensão de bandas andróginas de K-pop fez com que corpos esbeltos de menino, cabelos vibrantes e maquiagem fossem ideais de beleza masculina mais procurados.

## Juventude
Os padrões de beleza evoluíram ao longo do tempo, mudando com base em vários fatores. A juventude era vista como bela em lugares como o antigo Egito, tendo a arte como exemplo disso. Peças de arte egípcias mostravam figuras jovens de forma idealizada. As esculturas gregas e romanas continuaram este tema do idealismo, mas optaram por representar a beleza através de qualidades como músculos e intelecto.

## Peso
Com o tempo, figuras ricas e poderosas afastaram-se da natureza idealista e passaram a ver a riqueza através do acesso à escassez como algo mais ideal. Uma dessas escassezes era a quantidade de alimentos acessíveis na época. Quando a escassez de alimentos era um problema, o excesso de tecido adiposo era um símbolo de riqueza. As pinturas que representavam a beleza do início do período moderno eram de figuras proeminentes e poderosas, muitas mostrando sua riqueza através do excesso de tecido adiposo. Por isso, não foram pintados de forma idealista, focando principalmente nas roupas e demais bens materiais para acentuar essa riqueza.

## links externos
- Media relacionados com Ideal de beleza masculina no Wikimedia Commons